# Oberonia platycaulon
Oberonia platycaulon är en orkidéart som beskrevs av Robert Wight. Oberonia platycaulon ingår i släktet Oberonia och familjen orkidéer. Inga underarter finns listade i Catalogue of Life.